# De vrouw die met vuur speelde (boek)
De vrouw die met vuur speelde (oorspronkelijke titel Flickan som lekte med elden) is het tweede deel uit de Millennium-trilogie, een serie misdaadromans van de Zweedse journalist en schrijver Stieg Larsson. De letterlijke vertaling luidt Het meisje dat met vuur speelde.
De schrijver overleed in 2004 en in zijn nalatenschap werden drie complete romans aangetroffen die postuum werden gepubliceerd en veel opzien baarden in de wereld van de misdaadromans. De vrouw die met vuur speelde werd voor het eerst in Zweden uitgegeven in 2006 en werd binnen korte tijd een internationale bestseller. Het verhaal is een vervolg op de roman Mannen die vrouwen haten. Dit deel werd, evenals het eerste, bekroond met de Glazen Sleutel, de prijs voor de beste Scandinavische misdaadroman. 

De Nederlandse vertaling, verzorgd door Tineke Jorissen-Wedzinga, verscheen in 2008 bij uitgeverij Signatuur in Utrecht.

## Inhoud
Mikael Blomkvist is onderzoeksjournalist en verantwoordelijk uitgever en mede-eigenaar van het in Stockholm verschijnende tegendraadse maandblad Millennium. Hij onderhoudt al lange tijd een relatie met mede-eigenaar en hoofdredacteur Erika Berger, met medeweten en instemming overigens van haar echtgenoot. Eerder heeft Blomkvist, samen met de mysterieuze en ernstig getraumatiseerde Lisbeth Salander, een familiekwestie weten op te lossen, waarbij een seriemoordenaar betrokken was.
In dit deel komt Blomkvist, hiertoe op het spoor gezet door journalist en onderzoeker Dag Svensson, in aanraking met het fenomeen sekshandel, waarbij diverse hooggeplaatsten, politiemensen en ambtenaren van de geheime dienst betrokken lijken. Svenssons vriendin Mia Bergman staat op het punt op dit onderwerp te promoveren. Blomkvist komt met de betrokkenen overeen een speciale uitgave van het blad aan dit onderwerp te wijden.
Tijdens de voorbereidingen van het onderzoek en de publicatie vinden kort na elkaar drie moorden plaats: zowel de advocaat Bjurman, die Lisbeth Salanders curator was, als Svensson en zijn vriendin worden koelbloedig vermoord. Alle aanwijzingen leiden ertoe dat Lisbeth Salander van de moorden wordt verdacht: haar vingerafdrukken zijn op het moordwapen aangetroffen en de politie en de pers springen erbovenop. Blomkvist is echter overtuigd van Salanders onschuld in deze zaak en zet alles op alles om de waarheid boven water te krijgen.
Dit tweede deel van de trilogie sluit naadloos aan bij het derde deel: Gerechtigheid.

## Verfilming
Evenals de andere delen van de trilogie werd dit deel in Zweden verfilmd en uitgebracht onder dezelfde titel. De hoofdrollen in de films werden vervuld door Michael Nyqvist in de rol van Mikael Blomkvist en Noomi Rapace als Lisbeth Salander.